# Paramordella brevesetosa
Paramordella brevesetosa es una especie de coleóptero de la familia Mordellidae.

## Distribución geográfica
Habita en  Brasil.